# Germigny-l'Évêque
 Germigny-l'Évêque  es una población y comuna francesa, en la región de Isla de Francia, departamento de Sena y Marne, en el distrito de Meaux y cantón de Meaux-Nord.

## Demografía
| 210 | 232 | 514 | 675 | 1369 | 1356 | 1280 | 1276 |
| Para los censos de 1962 a 1999 la población legal corresponde a la población sin duplicidades (Fuente: INSEE [Consultar]) |     |     |     |      |      |      |      |